# Джингарова, Емилия
Емилия Джингарова (род. 6 октября 1978) — болгарская шахматистка, гроссмейстер (2003) среди женщин.
В составе сборной Болгарии участница пяти Олимпиад (2000, 2004—2008, 2014) и трёх командных чемпионатов Европы (2003—2005, 2011; в 2005 году показала второй результат в личном зачёте).

## Изменения рейтинга
| Графики недоступны из-за технических проблем. См. информацию на Фабрикаторе и на mediawiki.org. |